# Сент-Джон, Оливер, 9-й граф Оркни
Оливер Питер Сент-Джон, 9-й граф Оркнейский (англ. Oliver Peter St John, 9th Earl of Orkney; родился 27 февраля 1938 года) — шотландский аристократ, канадский учёный и политик.

## Биография
Родился 27 февраля 1938 года в Виктории (Британская Колумбия). Единственный сын подполковника Фредерика Оливера Сент-Джона (1886—1977), родителями которого были сэр Фредерик Роберт Сент-Джонс (1831—1923) и леди Сент-Джон (урожденная Изабелла Энни Фицморис) (? — 1948), дочь капитана Джеймса Теренса Фицмориса (1835—1917), пятого (младшего) сына 5-го графа Оркни.
Он получил образование в школе Вудбридж, графство Саффолк, Англия. В 1960 году он окончил Университете Британской Колумбии в Канаде, получив степень бакалавра искусств. В 1963 году он окончил Лондонскую школу экономики и политологии со степенью магистра наук.
Он является отставным канадским политологом и шотландским пэром. Он был преподавателем в Университетском колледже Лондона, Англия, прежде чем переехать в Университет Манитобы, Канада, где он стал профессором политических исследований. Он ушел из академических кругов в 1998 году, когда унаследовал титул графа Оркнейского, и был назначен старшим ученым Манитобы.
5 февраля 1998 года после смерти своего бездетного дальнего родственника, Сесила О’Брайена Фицмориса, 8-го графа Оркни (1919—1998), Оливер Питер Сент-Джон унаследовал титулы 9-го графа Оркни, 9-го виконта Керкуолла и 9-го барона Дечмонта.

## Личная жизнь
В 1963 году Оливер Питер Сент-Джон женился первым браком на Мэри Джульетте Скотт-Браун (развод в 1985), от брака с которой у него было четверо детей:
- Лели Джульетта Сент-Джонс (род. 24 сентября 1964)
- Леди Никола Джейн Сент-Джон (род. 7 марта 1966)
- Оливер Роберт Сент-Джон, виконт Керкуолл и мастер Оркни (род. 19 июля 1969), наследник титула[2], женат на Консуэле Дэвис.
- Леди Люси Маргарет Сент-Джон (род. 1972).

В 1985 году Оливер Питер Сент-Джон женился вторым браком на Мэри Барбаре Гек (урожденной Альбертсон), дочери доктора Дэвида Альбертсона. От второго брака у супругов есть четверо приёмных детей.
Как потомок по мужской линии 3-го виконта Болингброка, 9-й граф Оркни также является наследником этого титула.

## Труды
- St. John, Peter. Fireproof House to Third Option: Studies in the Theory and Practise of Canadian Foreign Policy. — Winnipeg, Manitoba : University of Manitoba, 1977.
- Mackenzie King to Philosopher King: Canadian Foreign Policy in a Modern Age. — Winnipeg, Manitoba : University of Manitoba Press, 1984.
- St. John, Peter. Air Piracy, Airport Security, and International Terrorism: Winning the War Against Hijackers. — New York : Quorum Books, 1991. — ISBN 978-0899304137.
- From the Great War to the Global Village: A Window on the World. — Winnipeg, Manitoba : Heartland Associates, 2005. — ISBN 978-1896150239.